# Mořinka
Obec Mořinka se nachází v okrese Beroun, kraj Středočeský, asi 14 km východně od Berouna. Žije zde 166 obyvatel.

## Historie
První písemná zmínka o obci pochází z roku 1338. V roce 1806 se stal rychtářem starousedlík Josephus Vojta, jehož rodina zde žila nejméně od roku 1600 a vlastnila mimo jiné šenk a usedlost.[zdroj⁠?!]

### Územněsprávní začlenění
Dějiny územněsprávního začleňování zahrnují období od roku 1850 do současnosti. V chronologickém přehledu je uvedena územně administrativní příslušnost obce v roce, kdy ke změně došlo:
- 1850 země česká, kraj Praha, politický okres Smíchov, soudní okres Beroun[4]
- 1855 země česká, kraj Praha, soudní okres Beroun
- 1868 země česká, politický okres Hořovice, soudní okres Beroun
- 1936 země česká, politický i soudní okres Beroun[5]
- 1939 země česká, Oberlandrat Kolín, politický i soudní okres Beroun[6]
- 1942 země česká, Oberlandrat Praha, politický i soudní okres Beroun[7]
- 1945 země česká, správní i soudní okres Beroun[8]
- 1949 Pražský kraj, okres Beroun[9]
- 1960 Středočeský kraj, okres Beroun
- 2003 Středočeský kraj, okres Beroun, obec s rozšířenou působností Beroun

### Rok 1932
Ve vsi Mořinka (přísl. Dobřichovice I. díl, Karlík, 295 obyvatel) byly v roce 1932 evidovány tyto živnosti a obchody: hostinec, mlýn, pekař, 7 rolníků, 2 obchody se smíšeným zbožím, trafika.

## Pamětihodnosti
- Kaplička svatého Pauluse na návsi
- Usedlost čp. 7
- Usedlost čp. 61
- Hrad Karlík, archeologické stopy
- Přírodní rezervace Karlické údolí

## Doprava
Dopravní síť
- Pozemní komunikace – Do obce vedou silnice III. třídy.

- Železnice – Železniční trať ani stanice na území obce nejsou.

Veřejná doprava 2019
- Autobusová doprava – V obci měla v roce 2019 zastávku autobusové linka 311 Praha, Zličín - Mořina - Řevnice, linka 451 Mořina - Řevnice a linka 425 Mořinka - Beroun. Dopravcem všech těchto linek je Arriva Střední Čechy.